# Rachel Kranton
Rachel E. Kranton est une économiste américaine née en 1962. Elle est professeure d'économie à l'Université Duke. Les recherches qu'elle a menées se concentrent sur les institutions sociales et leurs conséquences sur de nombreux domaines économiques, comme le développement économique, l'économie internationale ou l'organisation industrielle.
En collaboration avec le prix Nobel d'économie, George Akerlof de l'Université de Californie, ils ont cherché à intégrer l'identité sociale dans une analyse économique formelle. C'est notamment l'objet de leur ouvrage paru en 2010, Identity Economics. 